# Softswitch

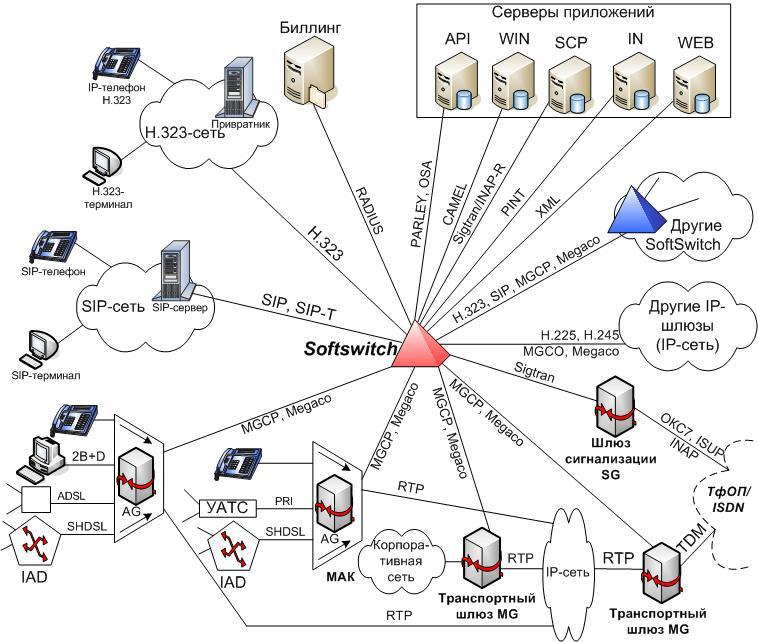
Softswitch в составе сети связи общего пользования

Softswitch (англ. Softswitch — программный коммутатор, также используется калька «софтсвитч» ) — гибкий программный коммутатор для обеспечения функций телефонной связи, один из основных элементов сети связи следующего поколения NGN. Софтсвитч служит для управления сетью NGN и призван отделить функции управления соединениями от функций коммутации. Программный коммутатор способен обслуживать большое число абонентов и взаимодействовать с серверами приложений, поддерживая открытые стандарты. Является носителем интеллектуальных возможностей IP-сети, он координирует управление обслуживанием телефонных вызовов, сигнализацию и функции, обеспечивающие установление соединения через одну или несколько сетей. Софтсвитч может представлять собой программное обеспечение (отсюда и слово «soft» в термине) на любом сервере или виртуальной машине или АПК — специализированное устройство с предустановленным ПО или даже сетевой кластер серверов или устройств с  установленным с ПО, работающий как единое целое.

## История
В ходе развития сетей телефонии и передачи данных была разработана концепция NGN, предполагающая конвергенцию сетей IP-телефонии с ТфОП, ISDN, интеллектуальными сетями, сетями мобильной связи и сетью Интернет. В целях взаимодействия со всеми сетями и типами сигнализаций было разработано устройство Softswitch, программный коммутатор, который явился ядром мультисервисной сети.
Первой организацией, занимавшейся продвижением стандартов по Softswitch и обеспечением функциональной совместимости различных технологий Softswitch, был основанный в 1999 году Международный Softswitch-консорциум ISC (International Softswitch Consortium), переименованный позже в IPCC (International Packet Communication Consortium). В состав IPCC вошли рабочие группы, в рамках которых и обсуждались архитектура, услуги, протоколы, а также вопросы маркетинга Softswitch.
Первой фирмой-производителем, которая продемонстрировала программный коммутатор Softswitch, являющийся готовым коммерческим продуктом, была корпорация Lucent Technologies. Это произошло в 2001 году на выставке CeBIT. Этот Softswitch представляет собой многофункциональную программируемую систему управления, позволяющую операторам быстро создавать и внедрять новые услуги в своих сетях IP и АТМ.
Первыми операторскими компаниями, развернувшими опытные зоны программных коммутаторов, были компании Worldcom и Level 3.

## Архитектура Softswitch
Согласно разработанной в рамках Консорциума IPCC модели архитектуры Softswitch, предусматриваются четыре функциональные плоскости:
- транспортная плоскость — отвечает за транспортировку сообщений по сети связи. Включает в себя домен IP-транспортировки, домен взаимодействия и домен доступа, отличного от IP.
- плоскость управления обслуживанием вызова и сигнализации — управляет основными элементами сети IP-телефонии. Включает в себя контроллер медиашлюзов, Call Agent, Gatekeeper.
- плоскость услуг и приложений — реализует управление услугами в сети. Содержит серверы приложений и серверы ДВО (дополнительных видов обслуживания).
- плоскость эксплуатационного управления — поддерживает функции активизации абонентов и услуг, техобслуживания, биллинга и другие эксплуатационные задачи.

В рамках рассмотренных плоскостей Консорциумом выделяется 12 основных функциональных объектов (ФО):
| Функциональная плоскость                     |     | ФО    | Функциональный Объект                                             | Протоколы сигнализации                                  |  |
| -------------------------------------------- | --- | ----- | ----------------------------------------------------------------- | ------------------------------------------------------- |  |
| плоскость услуг и приложений                 | 1.1 | AS-F  | ФО сервера приложений (Application Server Function)               | SIP, MGCP, H.248, LDAP, HTTP, CPL, XML, Open APIs       |  |
| плоскость услуг и приложений                 | 1.2 | SC-F  | ФО управления услугами (Service Control Function)                 | INAP, CAP, MAP, Open APIs                               |  |
| плоскость управления вызовами и сигнализации | 2.1 | SPS-F | ФО прокси-сервера SIP (SIP Proxy Server Function)                 | SIP                                                     |  |
| плоскость управления вызовами и сигнализации | 2.2 | R-F   | ФО маршрутизации вызова (Routing Functions)                       | ENUM, TRIP                                              |  |
| плоскость управления вызовами и сигнализации | 2.3 | A-F   | ФО учёта, авторизации, аутентификации (Accounting Functions)      | RADIUS                                                  |  |
| плоскость управления вызовами и сигнализации | 2.4 | CA-F  | ФО устройства управления шлюзом (Call Agent Function)             | SIP, SIP-T, BICC, H.323, Q.931, Q.SIG, INAP, ISUP, TCAP |  |
| плоскость управления вызовами и сигнализации | 2.5 | MGC-F | ФО контроллера медиашлюзов (Media Gateway Controller Function)    | H.248, MGCP                                             |  |
| транспортная плоскость                       | 3.1 | MS-F  | ФО транспортного сервера (Media Server Function)                  | SIP, H.248, MGCP                                        |  |
| транспортная плоскость                       | 3.2 | IW-F  | ФО взаимодействия (InterWorking Function)                         | H.323/SIP, IP/ATM                                       |  |
| транспортная плоскость                       | 3.3 | SG-F  | ФО шлюза сигнализации (Signaling Gateway Function)                | SIGTRAN (M3UA, IUA, V5UA over SCTP)                     |  |
| транспортная плоскость                       | 3.4 | MG-F  | ФО медиашлюза (Media Gateway Function)                            | RTP/RTCP, TDM, H.248, MGCP                              |  |
| транспортная плоскость                       | 3.5 | AGS-F | ФО сигнализации шлюза доступа (Access Gateway Signaling Function) |                                                         |  |

## Системы сигнализации
Основная задача Softswitch — согласовывать разные протоколы сигнализации как сетей одного типа, например, при сопряжении сетей H.323 и SIP, так и при взаимодействии сетей коммутации каналов с IP-сетями.
Основные типы сигнализации, которые использует Softswitch, — это сигнализация для управления соединениями, сигнализация для взаимодействия разных Softswitch между собой и сигнализация для управления транспортными шлюзами. Основными протоколами сигнализации управления соединениями сегодня являются SIP-T, ОКС-7 и H.323. В качестве опций используются протокол E-DSS1 первичного доступа ISDN, протокол абонентского доступа через интерфейс V5, а также все ещё актуальная сигнализация по выделенным сигнальным каналам CAS.
Основными протоколами сигнализации управления транспортными шлюзами являются MGCP и Megaco/H.248, а основными протоколами сигнализации взаимодействия между коммутаторами SoftSwitch являются SIP-T и BICC.

## Предоставляемые услуги
За счет доступа к различным сетям и приложениям, на базе Softswitch гораздо проще организовывать различные виды услуг и дополнительных видов обслуживания:
- Полный набор современных услуг телефонии, таких как интеллектуальная маршрутизация вызовов в зависимости от доступности абонента, ожидание вызова, удержание и перевод вызовов, трёхсторонние конференции, парковка и перехваты вызовов, многолинейные группы абонентов и т. д.
- Назначение прямых городских номеров на любую из линий, разрешение или запрет определённых видов входящей/исходящей связи на них, получение статистики соединений.
- Широкие возможности активации и деактивации услуг и сервисов на определённой телефонной линии посредством кодов активации, набираемых с телефона, посредством web-интерфейса, посредством обращения к голосовому порталу IVR, посредством меню телефонного аппарата.
- Голосовые сервисы, такие, как голосовая почта, с возможностью отправки полученного сообщения на email и т. п.

## Softswitch class IV и class V
На сегодняшний день Softswitch принято разделять по наличию/отсутствию абонентской базы и взаимодействия с аппаратами конечных пользователей.
Softswitch class IV предназначен для организации транзитного центра в некоторых операторских сетях. Он осуществляет маршрутизацию и распределение вызовов в IP-сетях на магистральном уровне, обеспечивая транзит и перераспределение трафика, получаемого от региональных сегментов.
Softswitch class V — программные коммутаторы 5 класса отличаются возможностью работы непосредственно с конечными абонентами сети и предоставляют им как транспортные услуги, так и дополнительные виды обслуживания (ДВО).
Существуют также комбинированные или универсальные решения, которые так и называют — class 4/5.

## Примеры софтсвитчей
Созданием программных коммутаторов Softswitch для сетей связи следующего поколения (NGN) занимаются многие известные компании: Avaya,  Nokia Siemens Networks, Alcatel-Lucent, Ericsson, Unify, Nortel, Cisco, Huawei, Samsung и другие.
Примерами российских коммерческих разработок в области softswitch (class IV и V) являются VoIP платформы РТУ, решения НТЦ «Протей», предприятия «Элтекс», продукты ФЛАТ и решения отечественного разработчика «Светец».

### Решения для корпоративных сетей связи
- 3СX — IP-АТС для внутренних корпоративных коммуникаций;
- Avaya Aura — IP-АТС и развитая экосистема связанных продуктов (шлюзов, серверов, телефонных устройств). Производство: США[9];
- CommuniGate Pro —  сервер электронной почты и IP-телефонии;
- Cisco Call Manager Express (CME) и Unified Call Manager (CUCM) — IP-АТС и более сложное многопрофильное решение. Производство: США[10][11];
- Протей imSwitch.PBX — корпоративная IP-АТС. Производство: РФ;
- РТУ (VoIP-платформа РТУ) — многопрофильное программное решение, в т.ч. для УПАТС, телекоммуникационных компаний и операторов связи. Производство: РФ.
- Сервисная платформа «Svetets TMS» «Светец» — программный продукт российского разработчика операторского уровня, на базе которого доступна реализация решений для корпоративной телефонии.
- ФЛАТ (бренд Flat Software) — комплекс программных решений для корпоративной телефонии. Производство: РФ;

### Решения для операторов связи
- Huawei SoftX 3000 — многопрофильная платформа для обслуживания от нескольких сотен тысяч до нескольких миллионов абонентов. Производитель: КНР. Основана на собственном оборудовании;
- Iskratel SI-3000 — аппаратно-программный комплекс операторского уровня. Производство: Словения[12];
- Элтекс ECSS-10 — аппаратно-программный комплекс операторского уровня. Производство РФ[13][14];
- BroadSoft UC-ONE (BroadWorks) — АПК. Производство: Канада. С 2017 года является частью продуктов Cisco и более не развивается[15][16].

### Открытые программные комплексы из области свободного ПО
Сообщества программистов со всего мира развивают следующие программные комплексы, которые, при должном уровне знаний, могут использоваться как конструктор для создания соответствующего узла связи.
Одним из наиболее популярных бесплатных Softswitch является Asterisk и его производные (FreePBX, Elastix). Среди систем с открытым кодом известны также yate и набирающий популярность FreeSWITCH:
- Asterisk — инструмент для организации корпоративной АТС (УПАТС);
- FreeSwitch — инструмент для создания телекоммуникационного узла связи и обслуживания VoIP-трафика;
- Yate — многопрофильная телефонная система.